# Mykotoxikóza
Mykotoxikóza je onemocnění způsobené toxiny hub, zejména mikroskopických hub nazývaných nepřesně též plísně. Na rozdíl od mykózy vzniká toxin mimo tělo postiženého.